# Нептунијум
Нептунијум (Np, лат. neptunium) је хемијски елемент из групе актиноида са атомским бројем 93. Име је добио по планети Нептун. Нептун је радиоактиван елемент сребрне боје, није застуљен у природи. Реагује са кисеоником, воденом паром и киселинама. Са базама не реагује. Нептунијум је откривен 1940. године у САД, али је то откриће објављено тек 6 година касније.
У периодном систему елемената налази се у групи актиноида (f-блок 7. периоде). Нептунијум је први међу такозваним трануранијским елементима, који се, осим трагова нептунијума и плутонијума, на Земљи више не налазе у природи. Нептунијум је отровни и радиоактивни тешки метал. Име је добио по планети Нептун, јер та планета у Сунчевом систему следи након Урана. Аналогно планетама, нептунијум такође слиједи уранијум у периодном систему, а након њега следи плутонијум, најтежи елемент који се може наћи у природи, са атомским бројем 94.

## Историја
У мају 1934. немачка физичарка и хемичарка Ида Нодак објавила је запажања о тадашњим празнинама у периодном систему елемената те је на крају свог рада поставила теорију о могућности постојања трансуранских елемената. Неколико недеља касније Енрико Ферми објавио је три своја рада на исту тему. Нодак се у септембру 1934. у низу дискусија разишла са Фермијем по питању наводног открића елемента 93. У својим излагањима, она је између осталог предвидела његово откриће помоћу цепања атомских језгара индукованих неутронима. „Било би замисливо да би се бомбардовањем тешких језгара неутронима, она распала у неколико већих „комада”, који би можда били изотопи већ познатих елемената, али не и суседи (у ПСЕ) озрачених елемената”, изјавила је Нодак.
Радиоактивни елемент нептунијум први пут су синтетисали 1940. научници Едвин Матисон Макмилан и Филип Х. Абелсон бомбардовањем језгара уранијума неутронима.
{\displaystyle \mathrm {^{238}_{\ 92}U\ +\ _{0}^{1}n\ \longrightarrow \ _{\ 92}^{239}U\ {\xrightarrow[{23\ min}]{\beta ^{-}}}\ _{\ 93}^{239}Np\ {\xrightarrow[{2,355\ d}]{\beta ^{-}}}\ _{\ 94}^{239}Pu} }
Наведена времена односе се на времена полураспада.
Артур Ч. Вол и Глен Т. Сиборг открили су 1942. изотоп нептунијума 237Np. Он је настао из изотопа уранијума 237U, који емитује β-зраке са временом полураспада од седам дана, или (n, 2n) процесом из изотопа 238. Изотоп 237 емитује алфа-зраке а има време полураспада од око 2.144.000 година.
{\displaystyle \mathrm {^{238}_{\ 92}U\ {\xrightarrow[{}]{(n,\ 2n)}}\ _{\ 92}^{237}U\ {\xrightarrow[{7\ d}]{\beta ^{-}}}\ _{\ 93}^{237}Np\ {\xrightarrow[{2,144\ x\ 10^{6}\ a}]{\alpha }}\ _{\ 91}^{233}Pa} }
Године 1950. из изотопа уранијума 233, 235 и 238 путем бомбардовања деутеронима добијени су изотопи нептунијума 231, 232 и 233. Године 1958. из високообогаћеног уранијума 235U, такође бомбардовањем деутеронима, добијени су изотопи 234, 235 и 236. Једносатна активност нептунијума, која је раније приписивана изотопу 241Np, заправо „припада” изотопу 240.

## Особине

### Физичке
Метални нептунијум има сребрнаст изглед, хемијски је веома реактиван и постоји у најмање три различите модификације:
| Ознака фазе | стабилни температурни распон | густина (при температури) | кристални систем |
| ----------- | ---------------------------- | ------------------------- | ---------------- |
|             |                              | 20,25                     | орторомпски      |
|             | изнад 280 °C                 | 19,36                     | тетрагонални     |
|             | изнад 577 °C                 | 18,0                      | кубни            |
Сматра се да је нептунијум један од најгушћих хемијских елемената. Поред ренијума, осмијума, иридијума и платине, он је један од малобројних елемената са густином изнад 20 g/cm3.

### Хемијске
Нептунијум гради цели низ једињења у којима се може налазити у оксидационим стањима од +3 до +7. Тако нептунијум заједно с плутонијумом поседује највише могуће оксидацоно стање међу свим актиноидима. У воденим растворима јони нептунијума имају врло карактеристичну боју. На пример јон Np3+ је љубичаст, док је 4+ жуто-зелен, а  зелен. Осим њих, јон  је ружичасто-црвен док је  тамнозелен.

### Изотипи
Укупно је познато 20 изотопа нептунијума те пет нуклеарних изомера. Најдуже „живући” изотопи су 237 са временом полураспада од 2,144 милиона година, 236Np са 154 хиљаде година и 235Np sa 396,1 дана. Остали изотопи и нуклеарни изомери имају времена полураспада између 45 наносекунди и 4,4 дана (234).
- 235 се распада са временом полураспада од 396,1 дана, тако што се 99,9974% распадне путем електронског захвата на уранијум 235U а 0,0026% путем алфа-распада на протактинијум 231, који се налази један корак иза 235U у такозваној уранијум-актинијум серији.
- 236 се распада са временом полураспада од 154.000 година, тако што се 87,3% распадне путем електронског захвата на уранијум 236U, 12,5% се распада путем бета-распада на плутонијум 236Pu а 0,16% путем алфа-распада на протактинијум 232Pa. Уранијум 236 налази се у торијумовој серији (ланцу) распада те се са временом полураспада од 23,42 милиона година распада до свог „званичног” почетног нуклида 232. Изотоп 236 се распада уз време полураспада од 2,858 године[20] путем алфа-распада на „међупроизвод” 232, који се уз време полураспада од 68,9 година опет распада до 228Th, изотоп на главној грани распадног ланца.
- 237 распада се са временом полураспада од 2,144 милиона година путем алфа-распада на протактинијум 233. 237Np је тако и главно полазиште нептунијумове серије, ланца распада који завршава стабилним изотопом талијума 205.